# بورجا انگویتیا
بورجا انگویتیا (انگلیسی: Borja Angoitia؛ زادهٔ ۲۳ آوریل ۱۹۹۲) بازیکن فوتبال اهل اسپانیا است.